# 古屋安雄
古屋 安雄（ふるや やすお、1926年9月13日 - 2018年4月16日）は、日本の神学者、牧師。国際基督教大学名誉教授、元聖学院大学大学院アメリカ・ヨーロッパ文化学研究科科長、教授。
プリンストン神学校、東京神学大学、東京大学、自由学園最高学部、講師。アテネオ・デ・マニラ大学客員教授。東京女子大学宗教顧問。国際基督教大学教会牧師、チャプレンを務めた。

## 経歴
アメリカの神学校を出て日本組合基督教会の牧師となった社会的福音でリベラルの父・孫次郎と、南長老ミッションの神戸神学校出身の母の息子として、上海に生まれる。上海の頃からの友人に、後に国際政治学者となる坂本義和がいる。
1945年、旧制高校2年時に19歳の時徴兵検査を受け、二等兵として数か月間の軍隊生活を送る。
戦後1946年、自由学園男子部卒業、1951年に日本神学専門学校（現東京神学大学）を卒業する。その後、ドイツに渡りテュービンゲン大学に留学。さらに、米国に渡りサンフランシスコ神学大学を卒業し、プリンストン神学校で神学博士を取得する。
帰国後、1959年に国際基督教大学教会牧師と宗務部長に就任し、教授になる。1999年定年退職し、名誉教授。また、聖学院大学教授と科長に就任する。2010年に聖学院大学教授を退任する。
1998年より東京女子大学の宗教顧問になる。また賀川豊彦学会会長をも務める。
2007年に、それまでのキリスト教界に対する功績が認められて第38回キリスト教功労者を受賞した。
墓所は八王子市上川霊園の国際基督教大学教会墓地。

## 神学
- エキュメニカル派（リベラル派）に属しているが、保守的なクリスチャンだった母の影響もあり、福音派を批判的に分析しつつも一定の評価を与え、福音派とも交わりがある。
- 日本のキリスト教会の特徴に、知識階級、中流階級の没落士族に福音が浸透したことがある。古屋はここにリベラル神学を受け入れる下地があったとする。朝鮮・韓国のキリスト教史と日本のキリスト教史を比較して、民衆に浸透した韓国に対し、中流層、知識層が中心であった日本のキリスト教会の問題意識について尾形守論文『日韓教会成長比較 - 文化とキリスト教史』に同意し、序文も書いている。
- 戦時下の日本基督教団の国民儀礼や教団成立について日本の教会は、母教会であるアメリカの教会に対する「甘えの構造」があったと指摘する。また戦後はアメリカの教会が日本基督教団をエキュメニカル運動のモデルとしようとする思惑があったとする。
- エキュメニカル派と福音派のプロテスタントの共通のルーツとして、1846年の福音同盟大会をあげる。またキリスト教会が再生するには、リベラル派が謙虚に福音派に学び、キリスト教信仰の確実性を回復するか、原理主義を克服した福音派が信仰を保持しつつ社会的な関心を継承するしかないとしており、後者の方の可能性が高いと考えている。
- 『なぜ日本にキリスト教は広まらないのか』に引用された松永希久夫の論文の数字から、日本のキリスト教会の信仰平均寿命は2.8年と教界で言われることがあったが、これは日本のキリスト教会全体の平均ではなく、1877年に設立された新宿区の日本基督教団の一教会のデータである[4]。

## 著書
- 『キリスト教国アメリカ その現実と問題』（新教出版社） 1967
- 『キリスト教の現代的展開 古屋安雄論文集』（新教出版社、今日のキリスト教双書） 1969
- 『プロテスタント病と現代 混迷からの脱出をめざして』（ヨルダン社） 1973
- 『激動するアメリカ教会 リベラルか福音派か』（ヨルダン社） 1978
- 『現代キリスト教と将来』（新地書房） 1984
- 『宗教の神学 その形成と課題』（ヨルダン社） 1985
- 『大学の神学 明日の大学をめざして』（ヨルダン社） 1993
- 『日本伝道論』（教文館） 1995
- 『日本の将来とキリスト教』（聖学院大学出版会） 2001
- 『日本のキリスト教』（教文館） 2003
- 『キリスト教国アメリカ再訪』（新教出版社） 2005
- 『キリスト教と日本人 「異質なもの」との出会い』（教文館） 2005
- 『神の国とキリスト教』（教文館） 2007
- 『なぜ日本にキリスト教は広まらないのか 近代日本とキリスト教』（教文館） 2009
- 『宣教師 招かれざる客か?』（教文館） 2011
- 『日本のキリスト教は本物か? 日本キリスト教史の諸問題』（教文館） 2011

### 共著
- 『現代のアレオパゴス - 鼎談 森有正とキリスト教』（森有正, 加藤常昭、日本基督教団出版局） 1973
- 『日本の神学』（大木英夫共著、ヨルダン社） 1989
- 『聖書を読むたのしみ』（斎藤和明編著、並木浩一共著、光村教育図書、ICU選書） 1999

## 翻訳
- 『バルトとの対話』（ゴッドシー編、新教出版社） 1965
- 『教会と社会の間で 牧会ノート』新版（ラインホールド・ニーバー、新教出版社） 1971
- 『現代倫理の争点 状況倫理を超えて』（J・マッコーリー、ヨルダン社） 1973
- 『キリスト教と社会主義 ティリッヒ著作集』（栗林輝夫共訳、白水社） 1978
- 『プロテスタント時代の終焉 ティリッヒ著作集』（白水社） 1978
- 『キリスト教信仰と倫理』（P・レーマン、船本弘毅共訳、ヨルダン社） 1992
- 『講解・使徒信条 キリスト教教理概説』（ヤン・ミリチ・ロッホマン、小林真知子共訳、ヨルダン社） 1996
- 『キリスト教神学資料集』（アリスター・E・マクグラス編、監訳、キリスト新聞社） 2007

## 記念論集
- 『知と信と大学 古屋安雄・古稀記念論文集』（ヨルダン社） 1996